# خولة بنت منظور
خولة بنت منظور بن زبان الفزاري إحدى زوجات الحسن بن علي بن أبي طالب ، وكان والدها منظور بن زبان الفزاري سيد قومه في فزارة ، وكانت خولة من أجمل النساء وأفصحهن لسانا .

## نسبها
- هي خولة بنت منظور بن زبان بن سيار بن عمرو بن جابر بن عقيل بن هلال بن سمي بن مازن بن فزارة بن ذبيان بن بغيض بن ريث بن غطفان بن سعد بن قيس عيلان بن مضر بن نزار بن معد بن عدنان .
- أمها هي مليكة بنت خارجة بن سنان بن أبي حارثة المري .

## نبذه
كانت خولة ذات حسن وجمال وبهاء وكمال وقد واعتدال فتنت فيها شبان قريش وقد خطبها جملة من رجالهم وأبوها منظور يردهم قولا منه أنهم ليسوا كفؤا لها، وبقيت على ذلك حتى تزوج طلحة بن عبيد الله مليكة والدة خولة بعد طلاقها من منظور بن زبان، فزوج خولة من ولده محمد بن طلحة بن عبيد الله، فولدت له إبراهيم وداود وأم القاسم ابني محمد بن طلحة -وكان أعرج- وقتل محمد عنها في معركة الجمل ، ثم تزوجها الحسن بن علي بن أبي طالب فولدت له محمد الأكبر وبه كان يكنى، والحسن المثنى بن الحسن السبط وهو تابعي ومن رواة الحديث .
أما قصة زواجها من الحسن السبط فترويها كتب التاريخ والأخبار والسير على هذا النحو: قال صاحب عمدة الطالب: وكانت تحت محمد بن طلحة بن عبيد الله فقتل عنها يوم الجمل ولها منه أولاد فتزوجها الحسن بن علي بن أبي طالب فسمع بذلك أبوها منظور بن زبان فدخل المدينة وركز رايته على باب مسجد رسول الله صلى الله عليه وسلم فلم يبق في المدينة قيسي - يعني قبائل قيس عيلان - إلا دخل تحتها، ثم قال: أمثلي يغتال عليه في ابنته؟ فقالوا: لا. فلما رأى الحسن ذلك سلم إليه ابنته فحملها في هودج وخرج بها من المدينة فلما صار بالبقيع، قالت له: يا أبي أين تذهب بي إنه الحسن بن أمير المؤمنين علي وابن بنت رسول الله. فقال: إن كان له فيك حاجة فسيلحقنا. فلما صاروا في نخل المدينة إذ بالحسن والحسين وعبد الله بن جعفر بن أبي طالب قد لحقوا بهم فأعطاه إياها فردها إلى المدينة .
- وفي ذلك يقول جبير العبسي:

وقيل: إنها تزوجت بعبد الله بن الزبير بعد وفاة الحسن وقد دخلت عليها النوار زوجة الفرزدق مستشفعة بها فشفعتها عند عبد الله. وفي ذلك يقول الفرزدق :
أما بنوه فلم تقبل شفاعتهم
وشفعت بنت منظور بن زبانا
ليس الشفيع الذي يأتيك مؤتزرا
مثل الشفيع الذي يأتيك عريانا

## أولادها
- من زوجها محمد بن طلحة بن عبيد الله:

1. إبراهيم بن محمد بن طلحة بن عبيد الله التيمي القرشي.
2. داود بن محمد بن طلحة بن عبيد الله التيمي القرشي.
3. القاسم بن محمد بن طلحة بن عبيد الله التيمي القرشي.

- من زوجها الحسن بن علي بن أبي طالب:

الحسن المثنى بن الحسن بن أبي طالب